# Victoria Monét

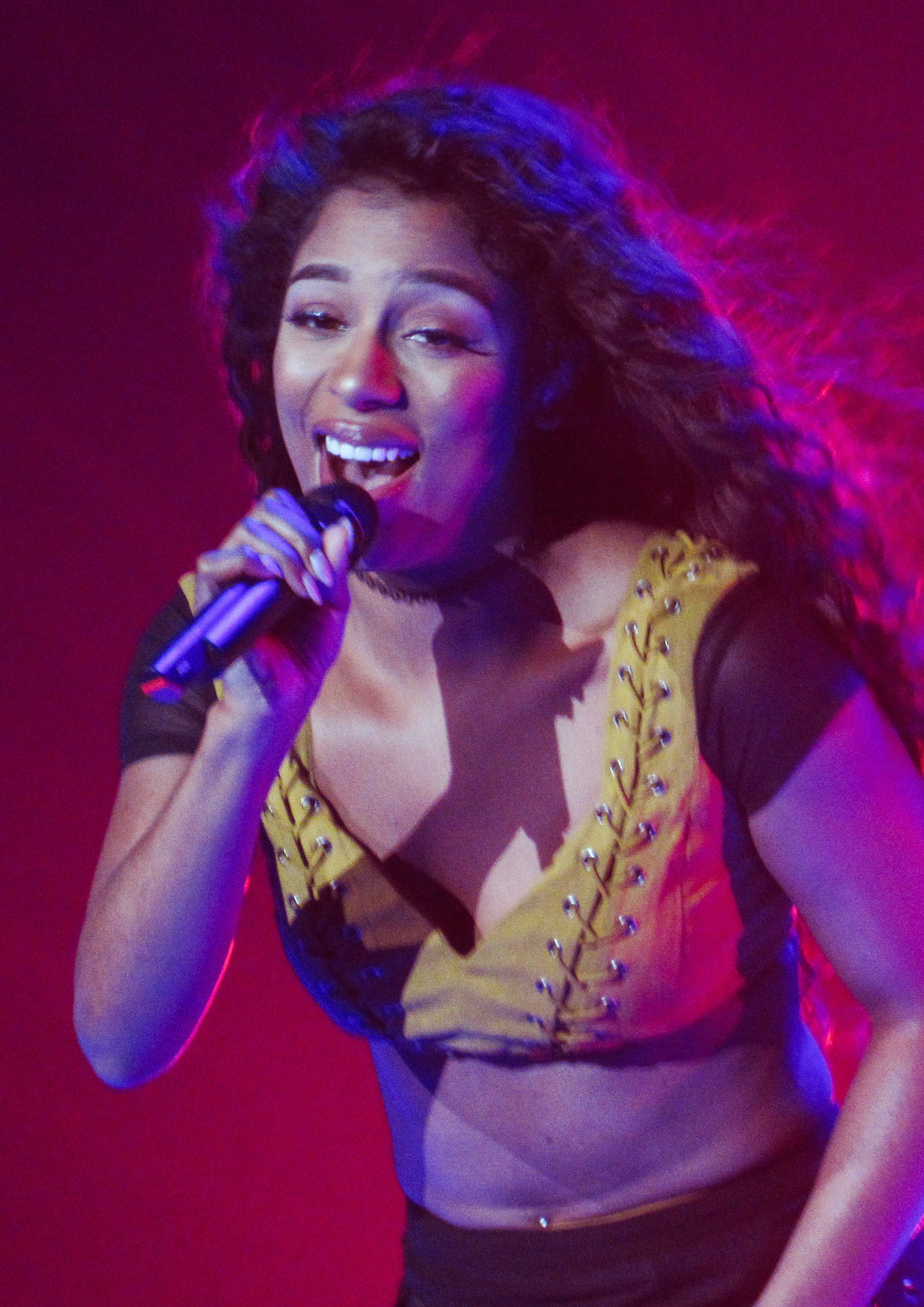
Victoria Monét, 2017

Victoria Monét (* 1. Mai 1989 als Victoria McCants) ist eine US-amerikanische R&B-Sängerin und Songwriterin. Zuerst bekannt wurde sie als Songwriterin für Ariana Grande. Für ihre Beteiligung am Song 7 Rings und am Album Thank U, Next bekam sie Grammy-Nominierungen. Gemeinsam mit der Sängerin hatte sie 2019 auch einen Singlehit und 2020 brachte sie ihr Debütalbum in die Charts.

## Biografie
Victoria Monét McCants wuchs in Georgia und Sacramento auf. In ihrer Jugend war sie Tänzerin und Sängerin, bevor sie das Songwriting entdeckte. Sie schaffte es, Kontakt zu Rodney Jerkins zu bekommen, der sie in ein Songwriting-Team holen wollte. Obwohl aus dem Team doch nichts wurde, bekam sie Zugang zur Musikindustrie und war ab 2012 Liedautorin für Nas, T.I. und andere. Auf T.I.s Album Trouble Man wirkte sie bei einem selbst geschriebenen Song auch als Gastsängerin mit. 2013 war sie an zwei Songs von Ariana Grande beteiligt und wurde im nächsten Jahr wieder für das nächste Album geholt.
Parallel dazu veröffentlichte sie in Eigenregie ab 2014 eigene EPs und hatte auf der ersten EP Nightmares & Lullabies: Act 1 Ty Dolla Sign zur Unterstützung. Im Jahr darauf folgte Act 2, dann trat die eigene Arbeit etwas in den Hintergrund. Stattdessen folgten Aufträge für Fifth Harmony, Jordin Sparks, Sara Evans und Machine Gun Kelly, mit dem sie 2015 A Little More aufnahm. Im selben Jahr trug sie zu 6 Songs von Grandes Weihnachtsalbum Christmas & Chill und im neuen Jahr 7 Songs von Dangerous Woman bei.
2017 arbeitete sie wieder an eigenem Material und im Jahr darauf brachte sie zwei EPs mit dem Titel Life After Love, Pt. 1 & 2 heraus. Gleichzeitig gab es wieder ein Album von Grande mit dem Titel Thank U, Next. Der Titelsong, an dem Monét beteiligt gewesen war, wurde schon im November veröffentlicht und ihr erster Nummer-eins-Hit. Im Januar folgte mit der Vorabsingle 7 Rings der zweite gleich hinterher. Das Lied wurde bei den Grammy Awards 2020 als Single des Jahres, Thank U, Next als Album des Jahres nominiert, und damit stand auch Victoria Monét als Beteiligte zweimal auf der Nominiertenliste.
Nach den Albumsingles veröffentlichte Ariana Grande mit Monét im April 2019 die gemeinsame Single Monopoly und verhalf ihr damit zu ihrer ersten eigenen Chartplatzierung mit Platz 69 in USA und Platz 23 in Großbritannien. Ein weiteres Jahr verging, dann folgte im August 2020 das Debütalbum Jaguar beim Label Tribe Records. Sie schaffte es damit in die US-Albumcharts und auf Platz 20 der R&B-Genrecharts.
2024 veröffentlichte sie gemeinsam mit dem Komponisten Michael Abels begleitend zur Star-Wars-Serie The Acolyte die Single Power of Two.

## Diskografie

### Alben
| Jahr | Titel     | Höchstplatzierung, Gesamtwochen, AuszeichnungChartplatzierungen (Jahr, Titel, Platzierungen, Wochen, Auszeichnungen, Anmerkungen) | Höchstplatzierung, Gesamtwochen, AuszeichnungChartplatzierungen (Jahr, Titel, Platzierungen, Wochen, Auszeichnungen, Anmerkungen) | Anmerkungen                           |
| Jahr | Titel     | US | R&B | Anmerkungen                           |
| ---- | --------- | --- | --- | ------------------------------------- |
| 2020 | Jaguar    | US174 (1 Wo.)US | R&B20 (1 Wo.)R&B | Erstveröffentlichung: 7. August 2020  |
| 2023 | Jaguar II | US60 (3 Wo.)US | R&B22 (1 Wo.)R&B | Erstveröffentlichung: 25. August 2023 |

### EPs
- Nightmares & Lullabies: Act 1 (2014)
- Nightmares & Lullabies: Act 2 (2015)
- Life After Love, Pt. 1 (2018)
- Life After Love, Pt. 2 (2018)

### Singles
| Jahr | Titel Album          | Höchstplatzierung, Gesamtwochen, AuszeichnungChartplatzierungen (Jahr, Titel, Album, Platzierungen, Wochen, Auszeichnungen, Anmerkungen) | Höchstplatzierung, Gesamtwochen, AuszeichnungChartplatzierungen (Jahr, Titel, Album, Platzierungen, Wochen, Auszeichnungen, Anmerkungen) | Höchstplatzierung, Gesamtwochen, AuszeichnungChartplatzierungen (Jahr, Titel, Album, Platzierungen, Wochen, Auszeichnungen, Anmerkungen) | Höchstplatzierung, Gesamtwochen, AuszeichnungChartplatzierungen (Jahr, Titel, Album, Platzierungen, Wochen, Auszeichnungen, Anmerkungen) | Anmerkungen                                           |
| Jahr | Titel Album          | DE | CH | UK | US | Anmerkungen                                           |
| ---- | -------------------- | --- | --- | --- | --- | ----------------------------------------------------- |
| 2019 | Monopoly –           | DE98 (1 Wo.)DE | CH85 (1 Wo.)CH | UK23 Silber · (7 Wo.)UK | US69 (2 Wo.)US | Erstveröffentlichung: 1. April 2019 mit Ariana Grande |
| 2023 | On My Mama Jaguar II | — | — | — | US33 Platin · (25 Wo.)US | Erstveröffentlichung: 16. Juni 2023                   |

Weitere Singles
- Made in China (featuring Ty Dolla Sign, 2014)
- A Little More (Machine Gun Kelly feat. Victoria Monét, 2015, US: Gold)
- 90’s Babies (2015)
- Ready (2017)
- Freak (2018)
- Ass Like That (2019)
- Dive (2020)
- Moment (2020)
- Power of Two (2024)

## Auszeichnungen für Musikverkäufe
| Goldene Schallplatte - Australien - 2023: für die Single Monopoly - Kanada - 2019: für die Single Monopoly - 2024: für die Single On My Mama - Südafrika - 2024: für die Single On My Mama - Vereinigte Staaten - 2024: für das Lied We Might Even Be Falling in Love (Interlude) | Platin-Schallplatte - Brasilien - 2023: für die Single Monopoly |

Anmerkung: Auszeichnungen in Ländern aus den Charttabellen bzw. Chartboxen sind in ebendiesen zu finden.
| Land/RegionAuszeichnungen für Musikverkäufe (Land/Region, Auszeichnungen, Verkäufe, Quellen) | Silber  | Gold     | Platin     | Verkäufe  | Quellen             |
| -------------------------------------------------------------------------------------------- | ------- | -------- | ---------- | --------- | ------------------- |
| Australien (ARIA)                                                                            | —       | Gold1    | —          | 35.000    | aria.com.au         |
| Brasilien (PMB)                                                                              | —       | —        | Platin1    | 40.000    | pro-musicabr.org.br |
| Kanada (MC)                                                                                  | —       | 2× Gold2 | —          | 80.000    | musiccanada.com     |
| Südafrika (RISA)                                                                             | —       | Gold1    | —          | 20.000    | Einzelnachweise     |
| Vereinigte Staaten (RIAA)                                                                    | —       | 2× Gold2 | Platin1    | 2.000.000 | riaa.com            |
| Vereinigtes Königreich (BPI)                                                                 | Silber1 | —        | —          | 200.000   | bpi.co.uk           |
| Insgesamt                                                                                    | Silber1 | 6× Gold6 | 2× Platin2 |           |                     |

## Auszeichnungen
- BET Awards
  - 2024: Video of the Year und BET Her Award für On My Mama

- Give Her FlowHERS Awards
  - 2022: Visionary Award[4]